# Košetice (Velké Heraltice)
Košetice (německy Koschendorf) je malá vesnice, část obce Velké Heraltice v okrese Opava. Nachází se asi 4 km na jihozápad od Velkých Heraltic. V roce 2009 zde bylo evidováno 42 adres. Trvale zde žije 75 obyvatel.
Košetice leží v katastrálním území Košetice ve Slezsku o rozloze 3,85 km².

## Historie
První písemná zmínka o obci pochází z roku 1413. Z té doby pochází záznam o jejich pánu Kosíři z Košetic (též  „na Kossietyczich“). V roce 1431 se uvádí jako majitel vesnice Hanuš Kosíř, který byl zároveň pánem i Malých Heratic. Od roku 1506 patří Košetice k Hornímu Benešovu se jménem Koschendorf. Roku 1539 se uvádí v zápisech jako Kossatijcte, roku 1586 Kossatycze – lidově Košačyce. V té době patří panu Bohuslavu Stošovi z Brantic. Od roku 1588 jsou součástí panství velkoheraltického.
V děkanské kronice ve Velkých Heralticích roku 1672 a 1691 se ještě neuvádí kostel Navštívení Panny Marie. Ten byl postaven v letech 1770–1771. V roce 1894 je jejich název uváděn jako Koschendorf (první část složeniny pochází z češtiny) nebo Košetice. Žije zde česká menšina podobně jako v okolních obcích (např. Sádek). Z období první světové války se dochoval na návsi památník věnovaný padlým vojákům pocházejícím z obce. I ten nese na desce jméno „Koschendorf“. V době druhé světové války se uvádí jen německý název, obec totiž patří do pásma Sudet. V okolí obce se proto do nynějška také dochovalo množství vojenských opevnění – pěchotních srubů.

## Pamětihodnosti
- Kostel Navštívení Panny Marie (byl využit při natáčení kontroverzního polského filmu Klér z roku 2018)[8]
- památník zdejším vojákům padlým během 1. světové války[9]
- boží muka (v zahradě ve spodní části Košetic)
- kaplička (ve spodní části Košetic)
- vojenské obranné pevnosti (blíže neurčeného typu) v okolí obce - tzv. řopíky

## Další fotografie

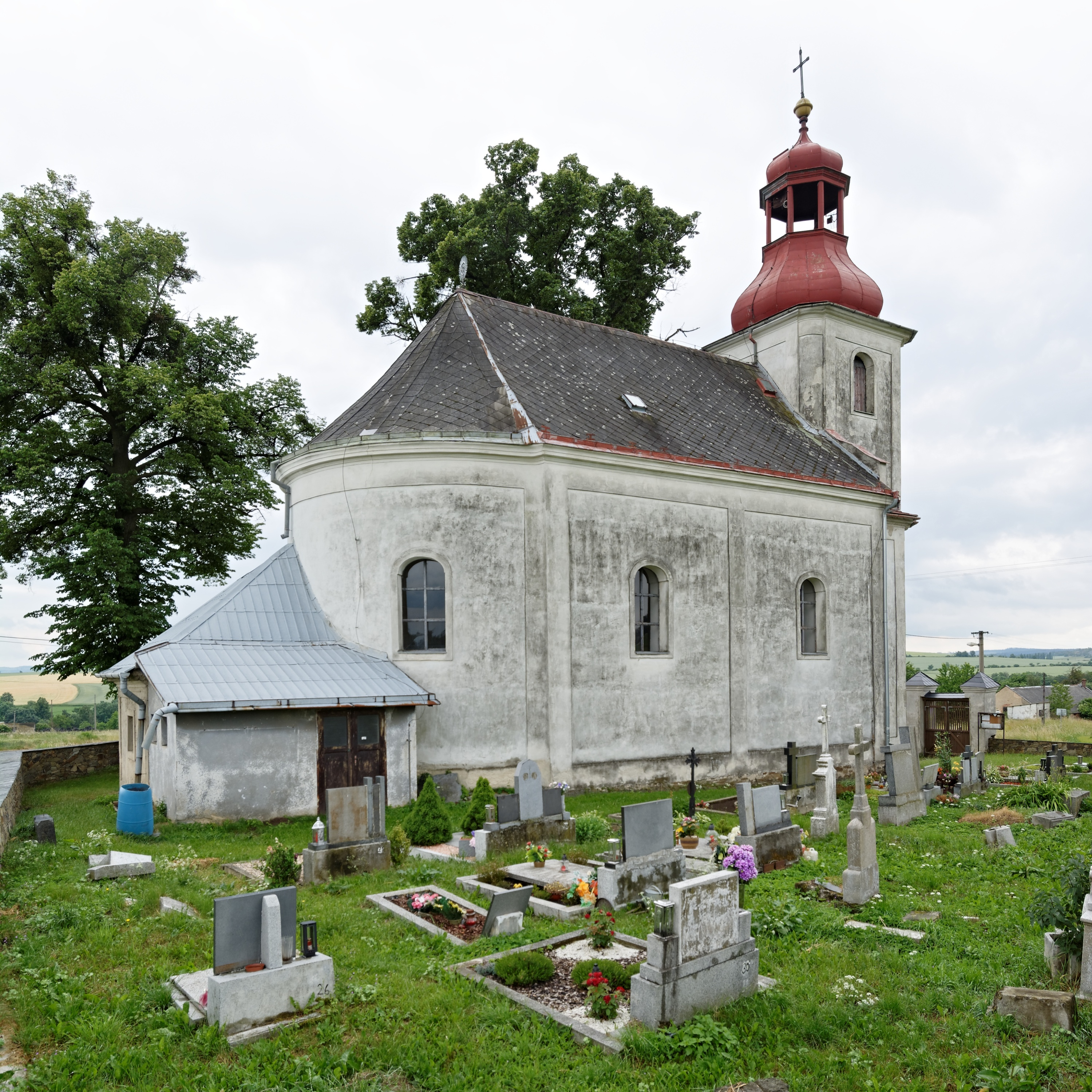
Kostel Navštívení Panny Marie
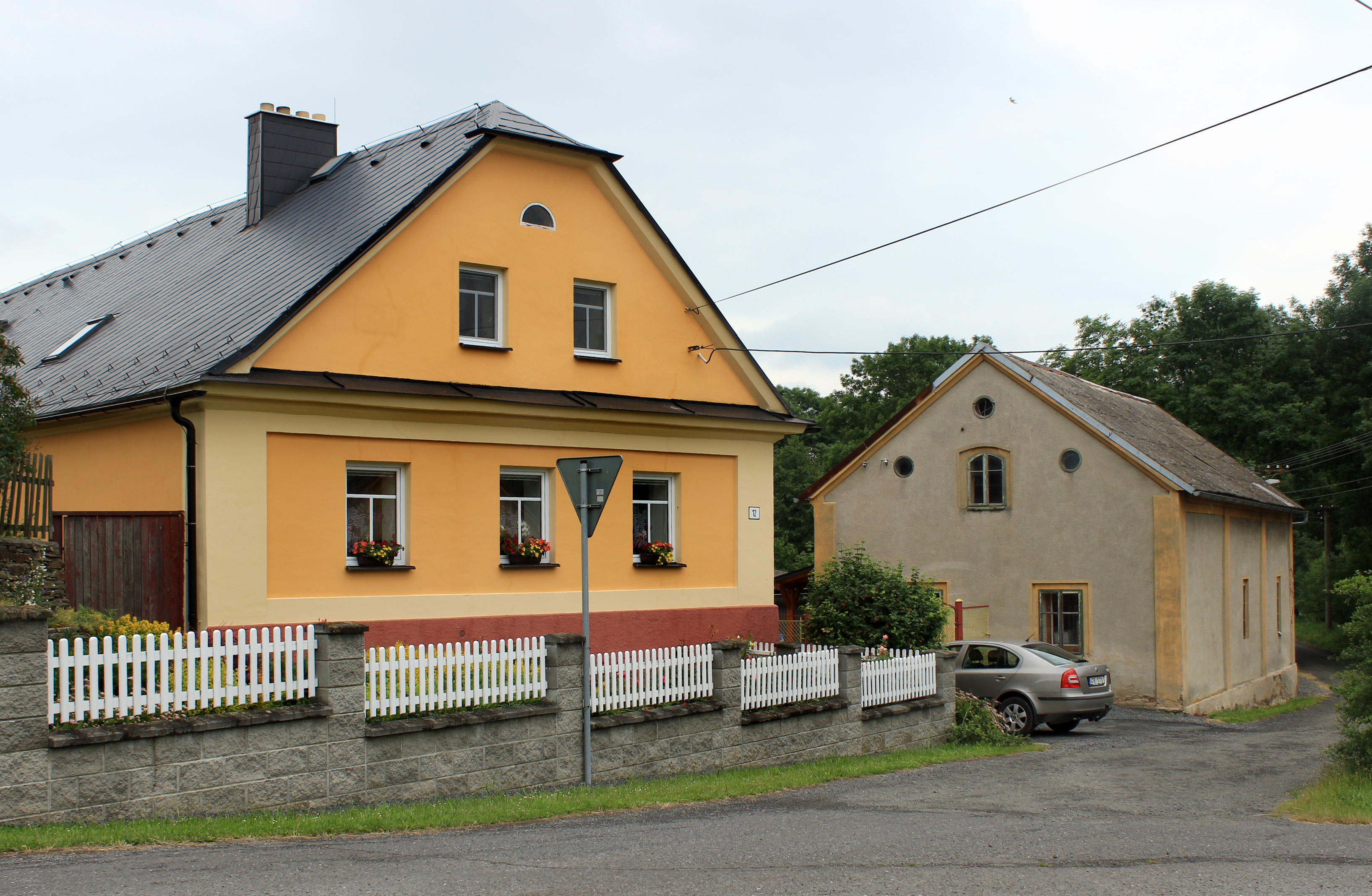
Jižní část vesnice
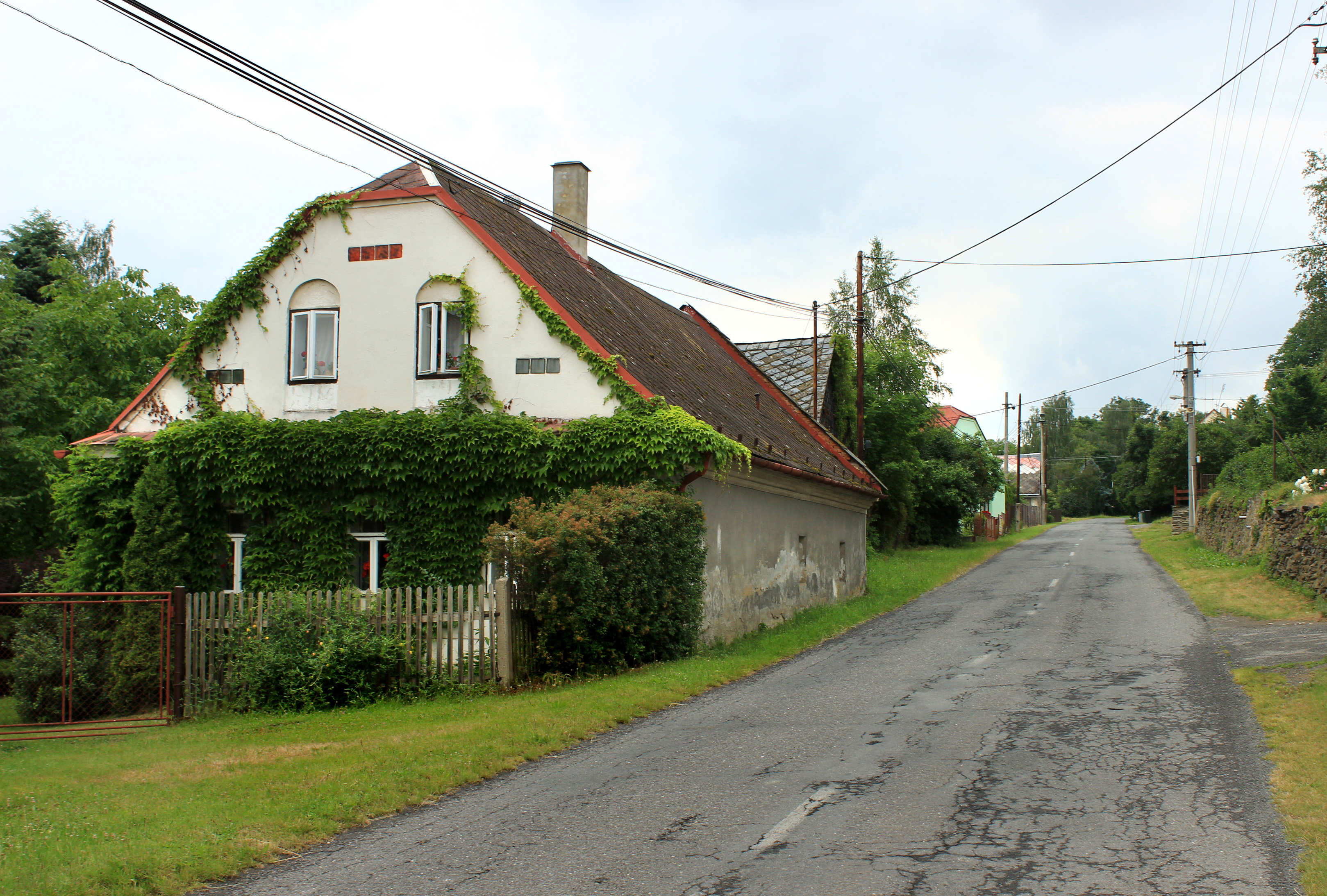
Hlavní silnice
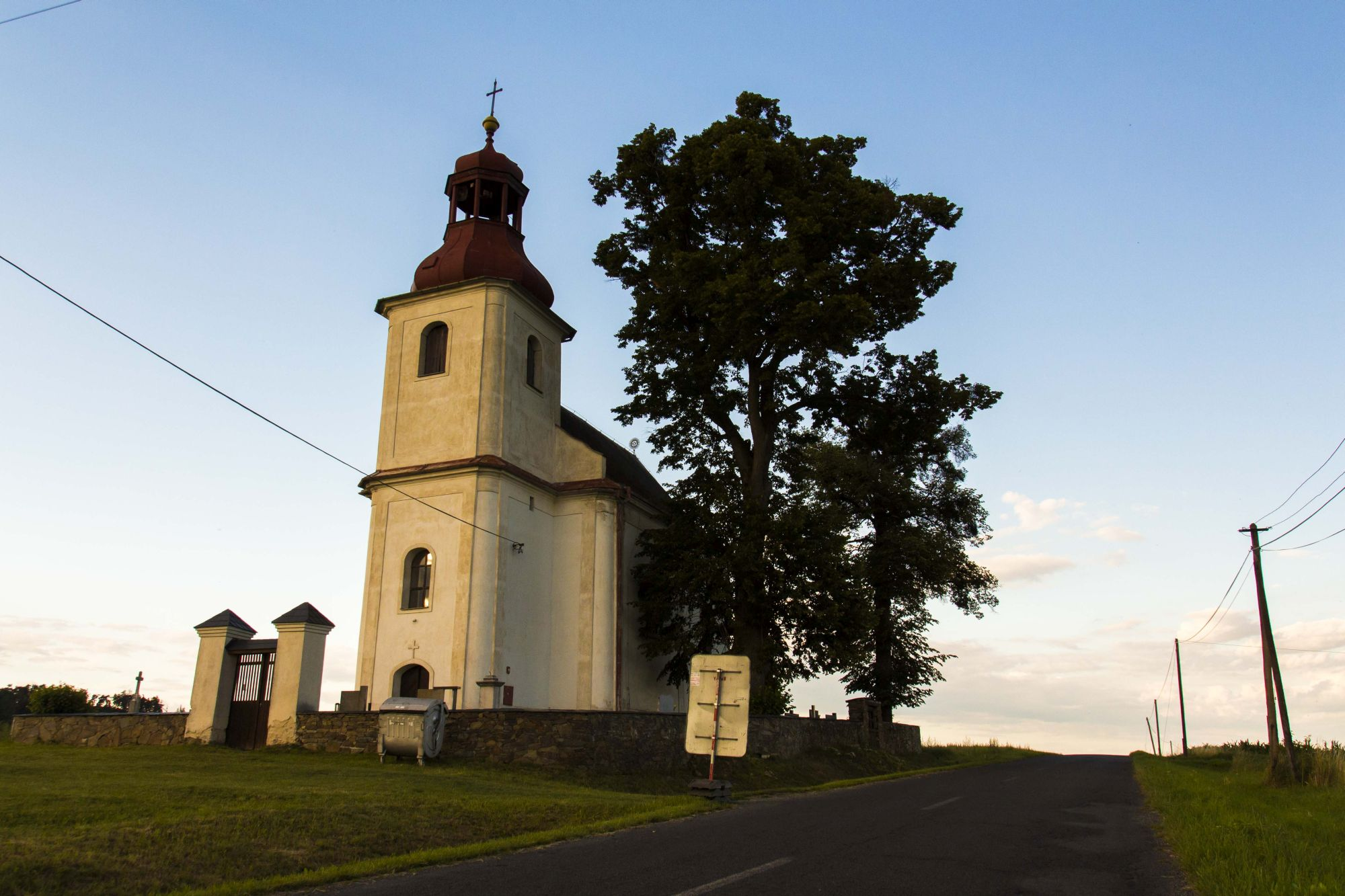
Kostel Navštívení Panny Marie, pohled ze silnice směrem do Velkých Heraltic
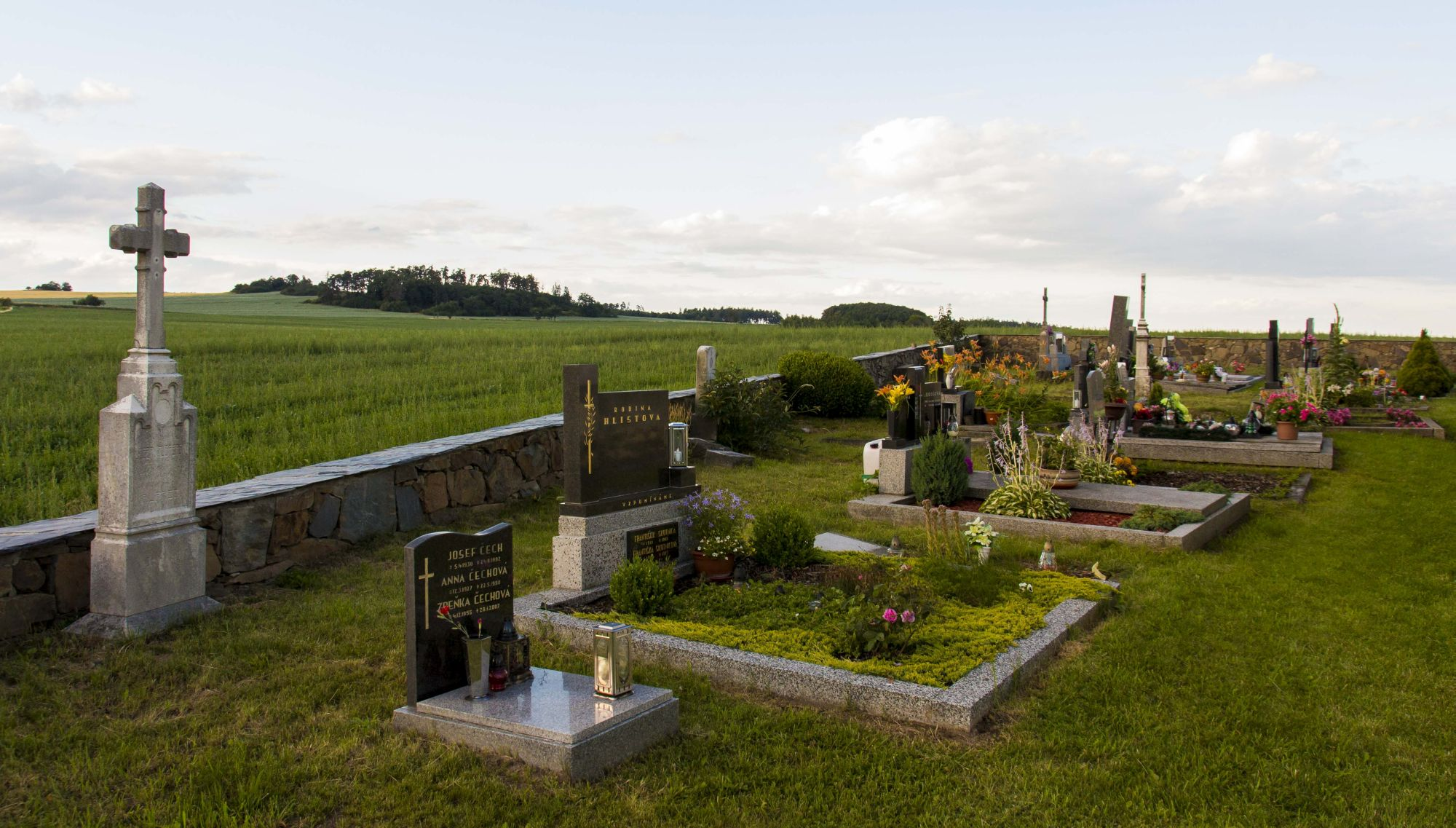
Hřbitov u Kostela Navštívení Panny Marie v Košeticích
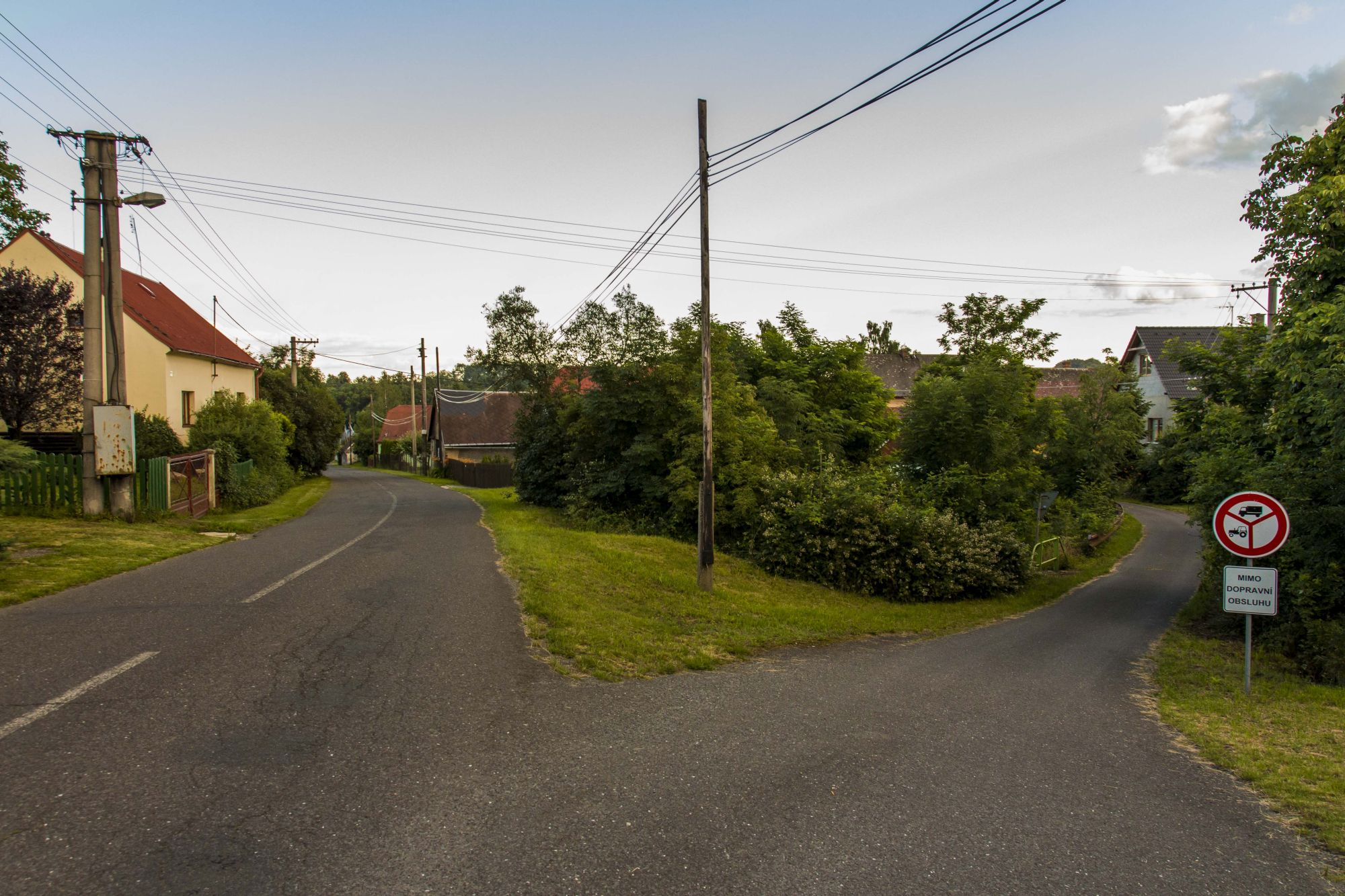
Horní část Košetic
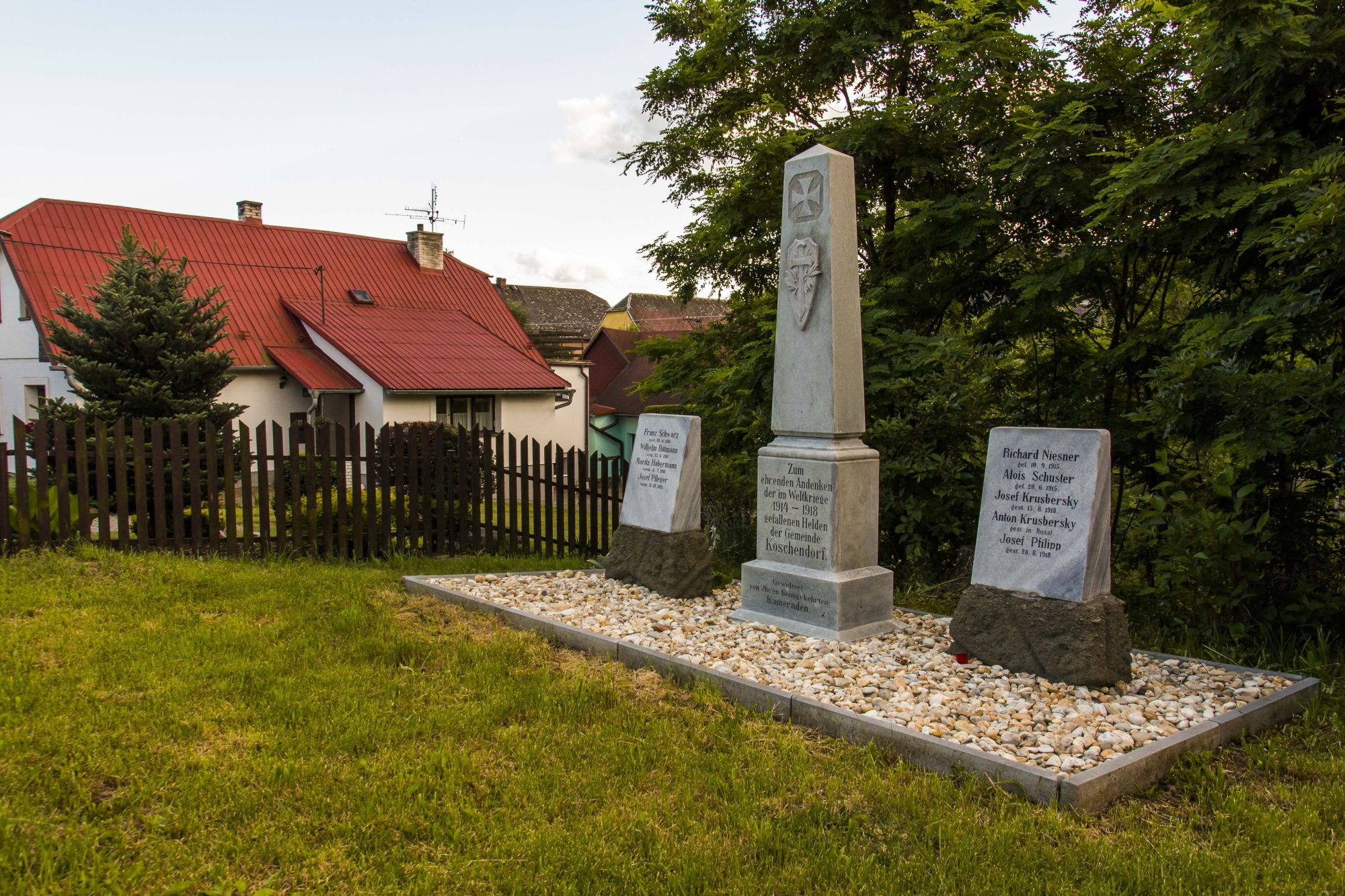
Košetice, památník zdejším vojákům padlým v 1. světové válce (po renovaci)
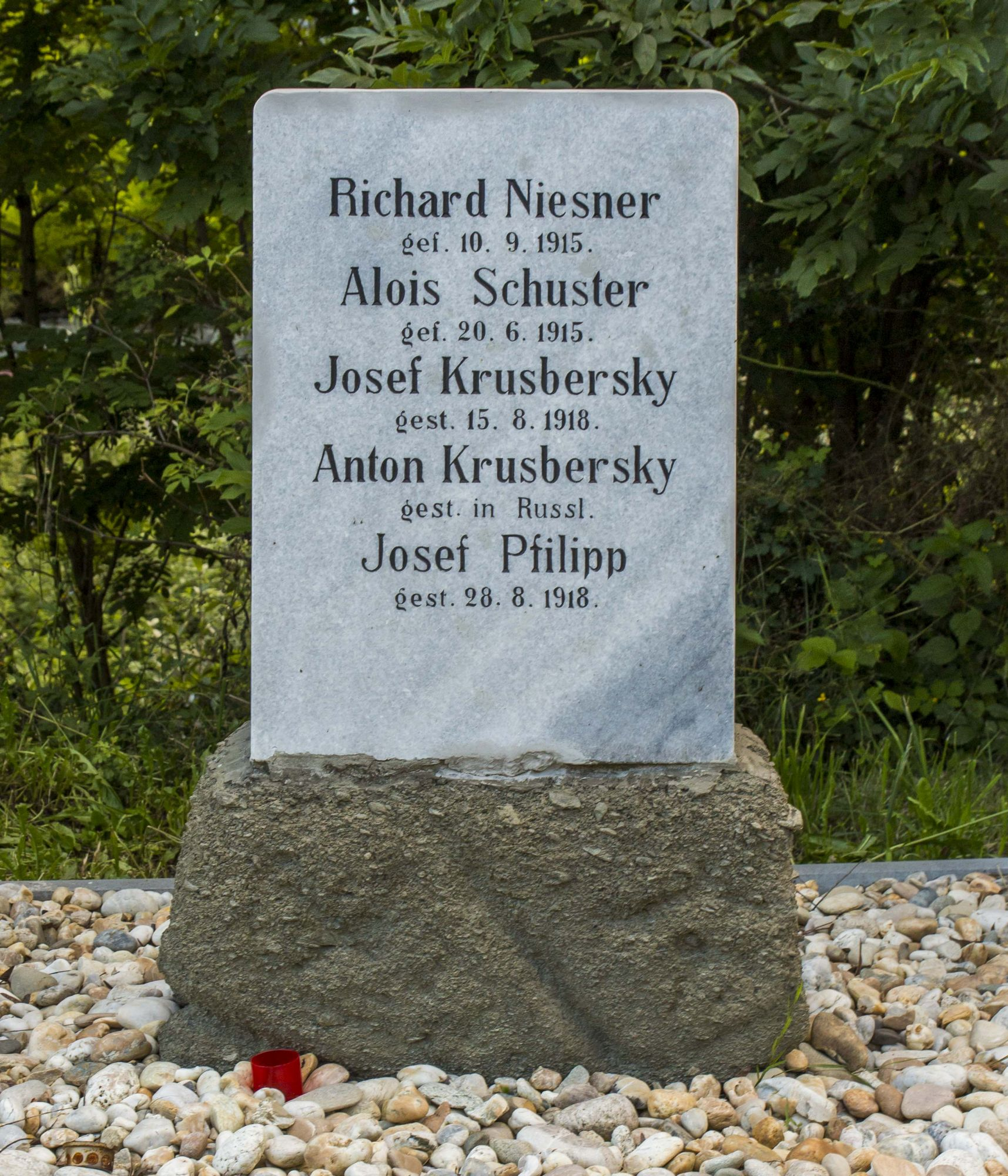
Košetice, památník zdejším vojákům padlým v 1. světové válce (po renovaci), pamětní deska pravá
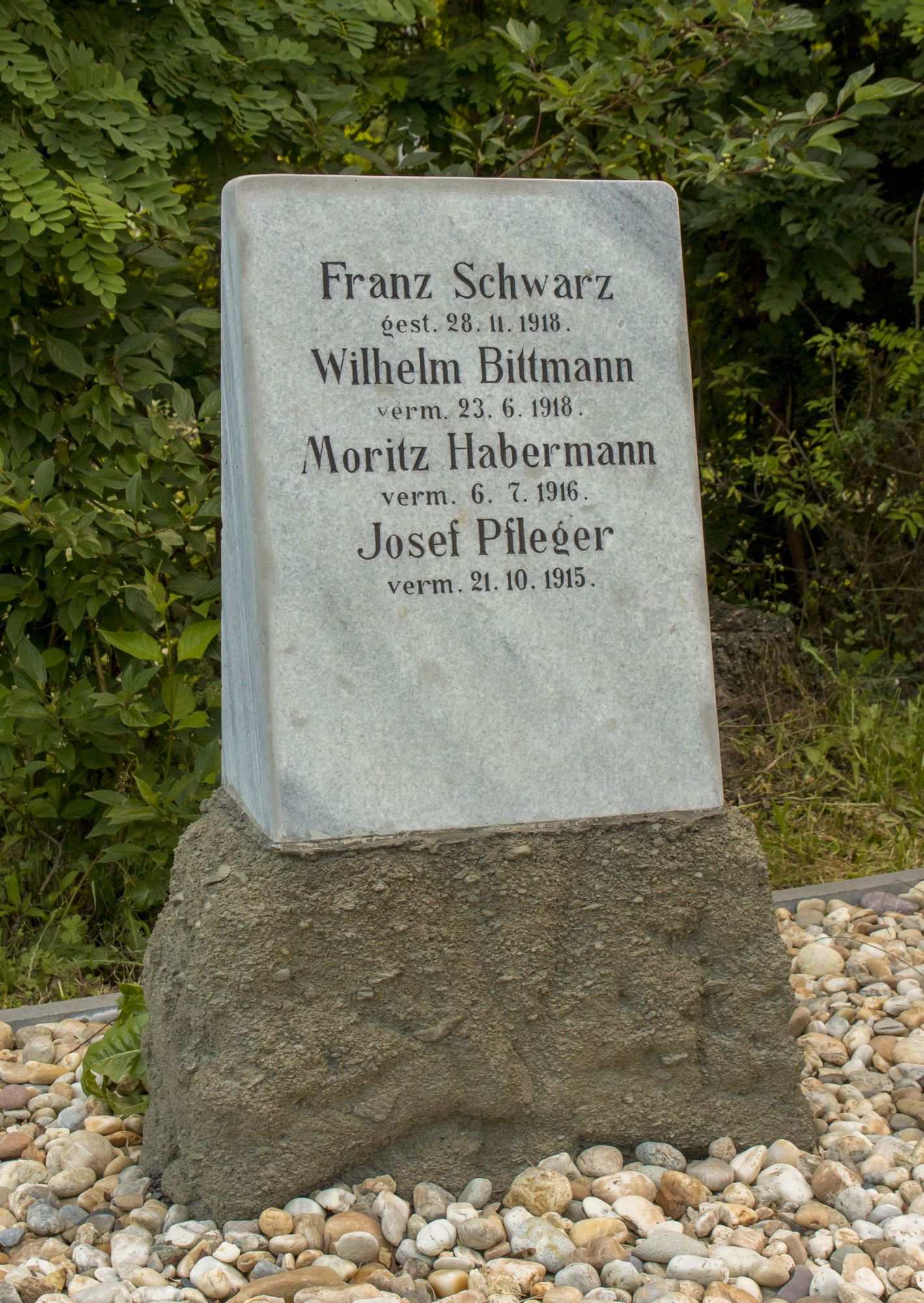
Košetice, památník zdejším vojákům padlým v 1. světové válce (po renovaci), pamětní deska levá
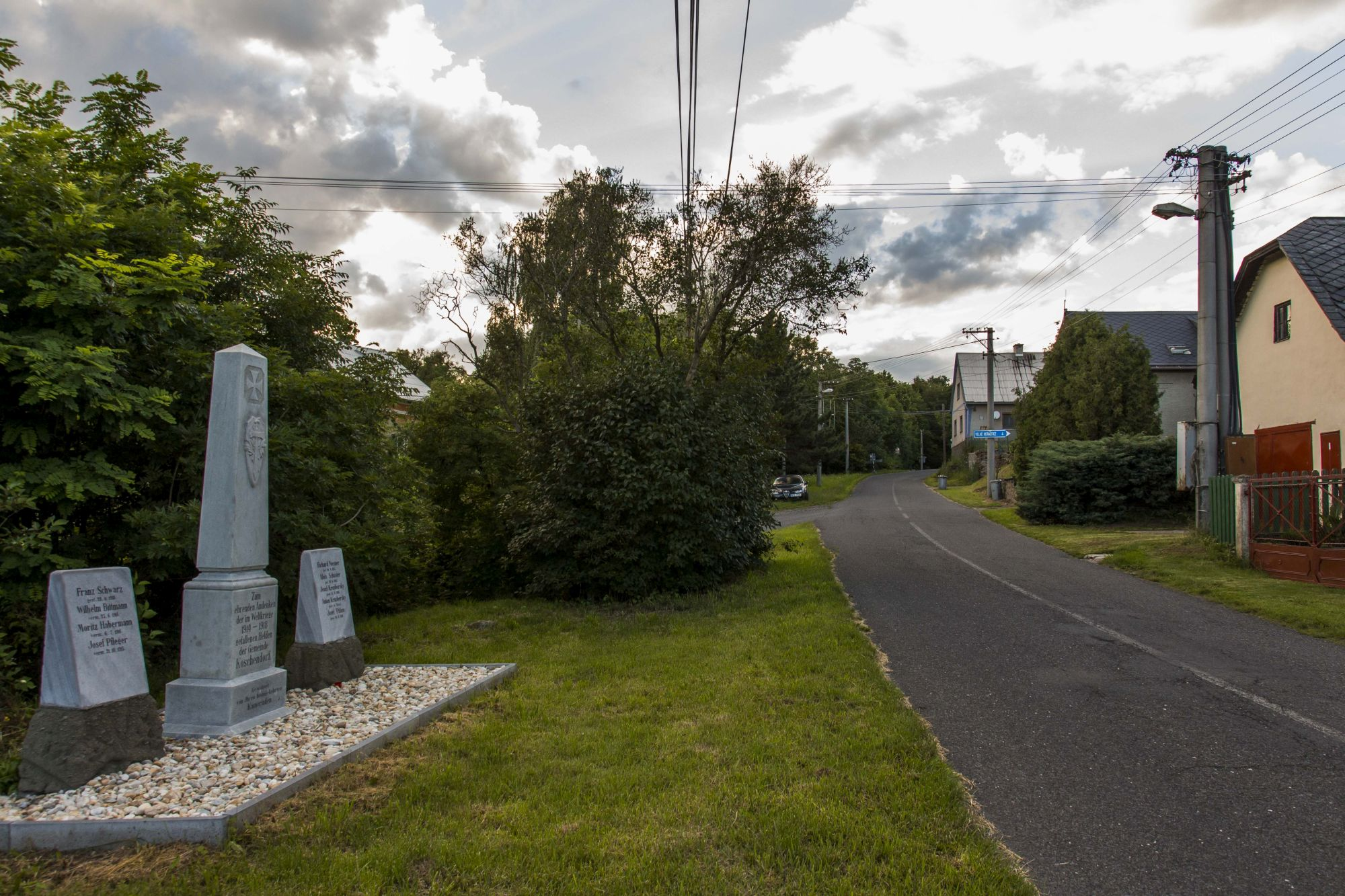
Košetice, památník věnovaný vojákům padlým v 1. světové válce + pohled na horní část Košetic
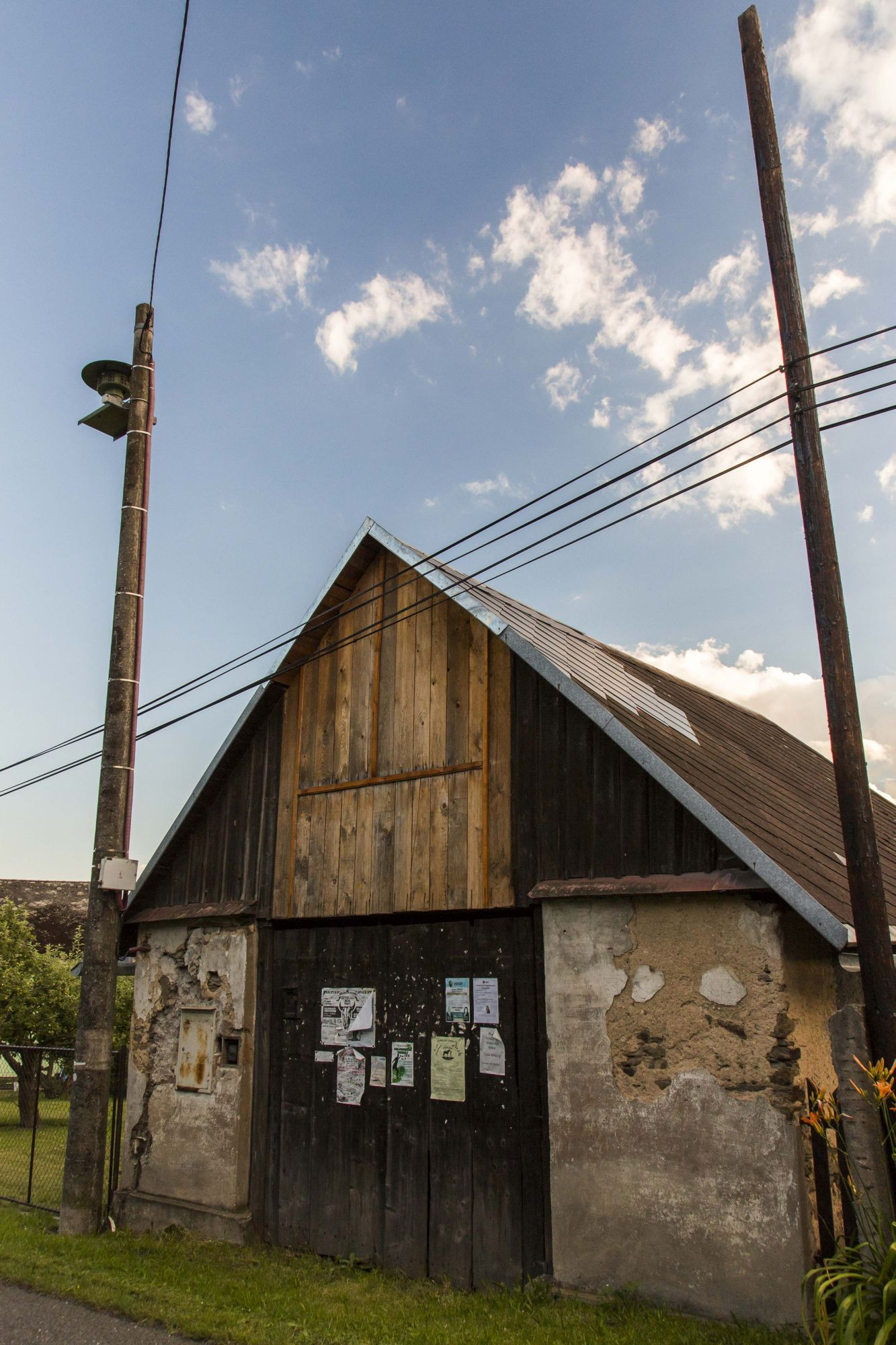
Hasičská zbrojnice v Košeticích
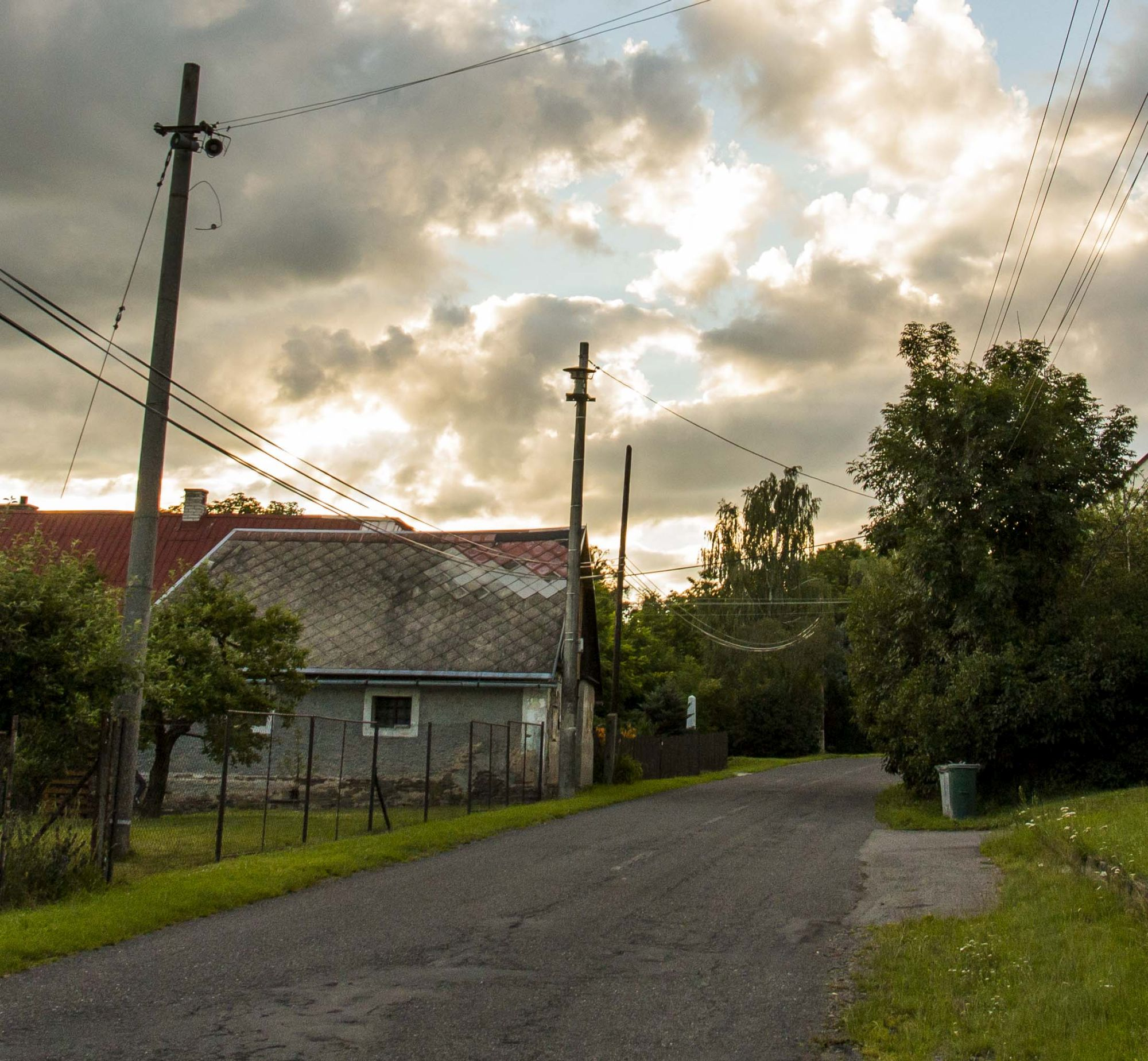
Hasičská zbrojnice v Košeticích (pohled směrem do Velkých Heraltic)
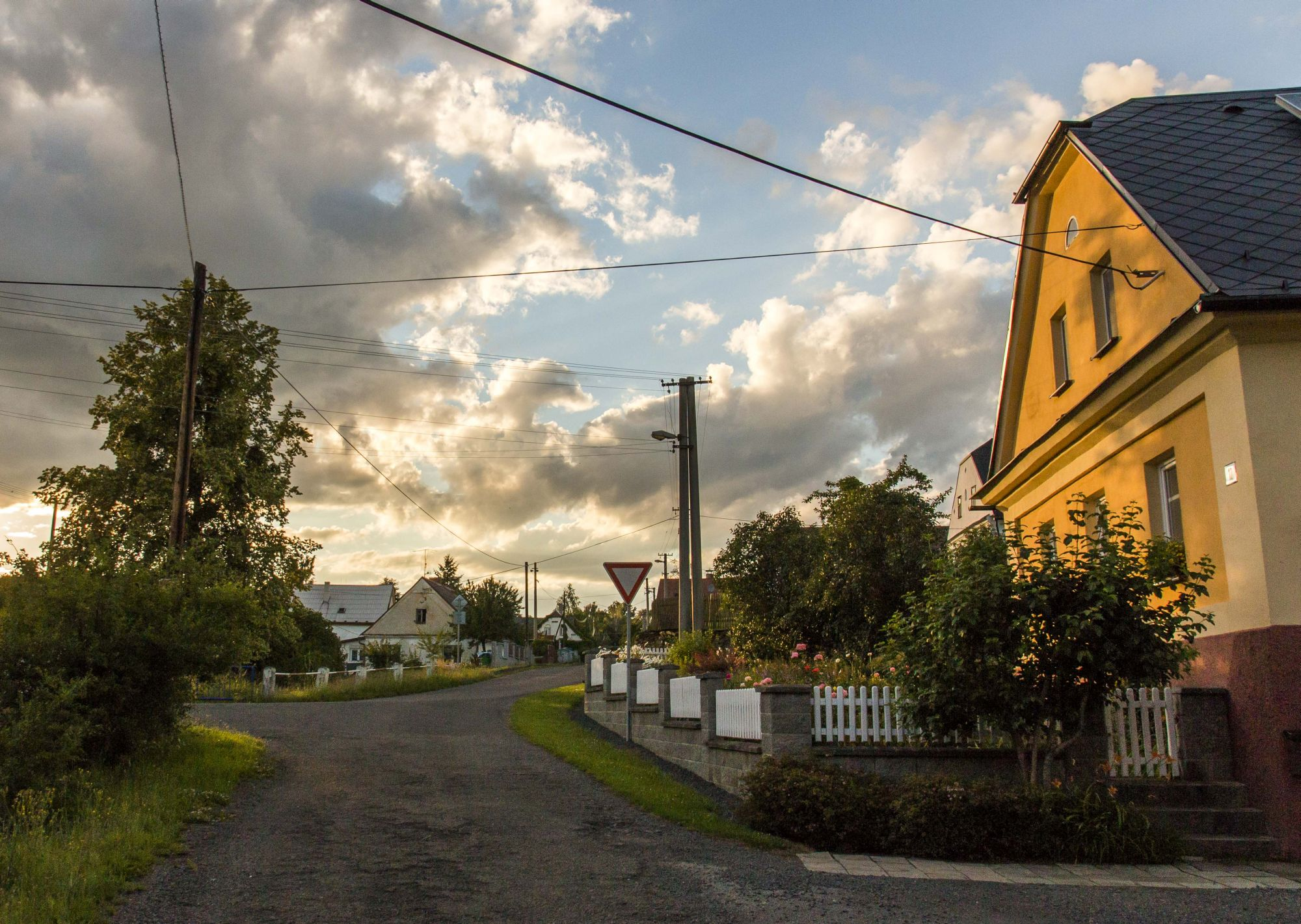
Spodní část Košetic
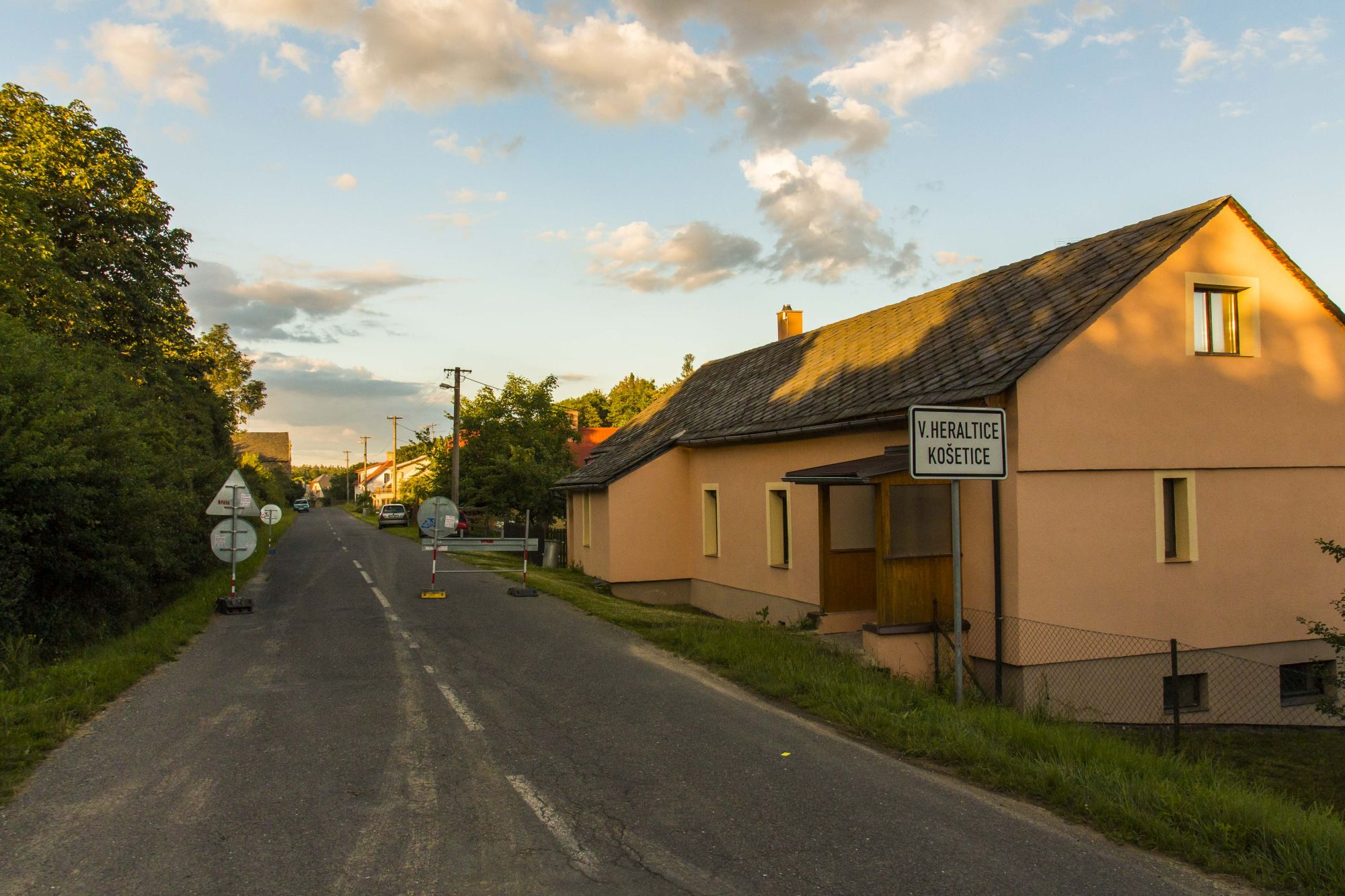
Příjezdová cesta do Košetic směrem od Svobodných Heřmanic
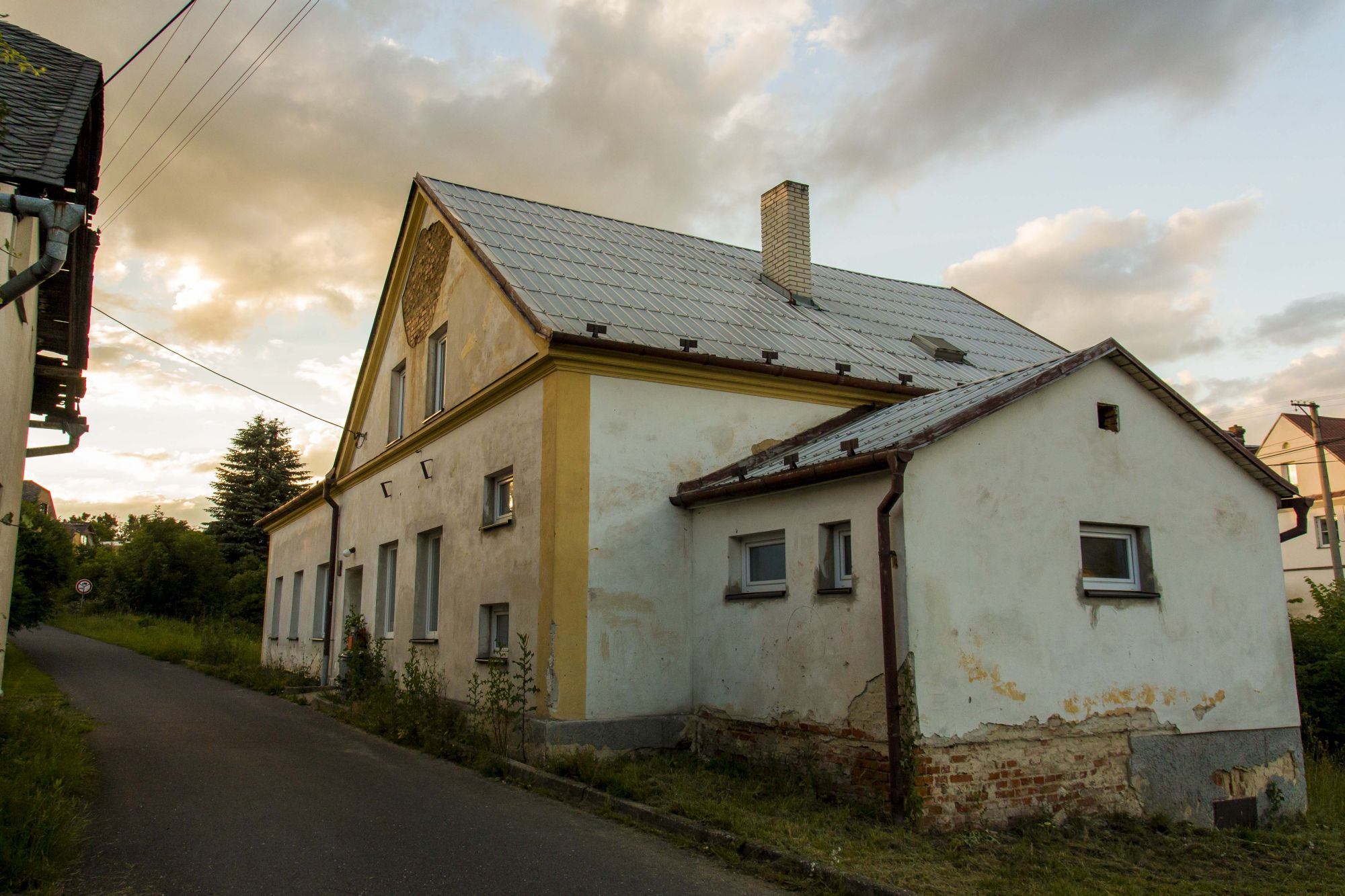
Kulturní dům v Košeticích
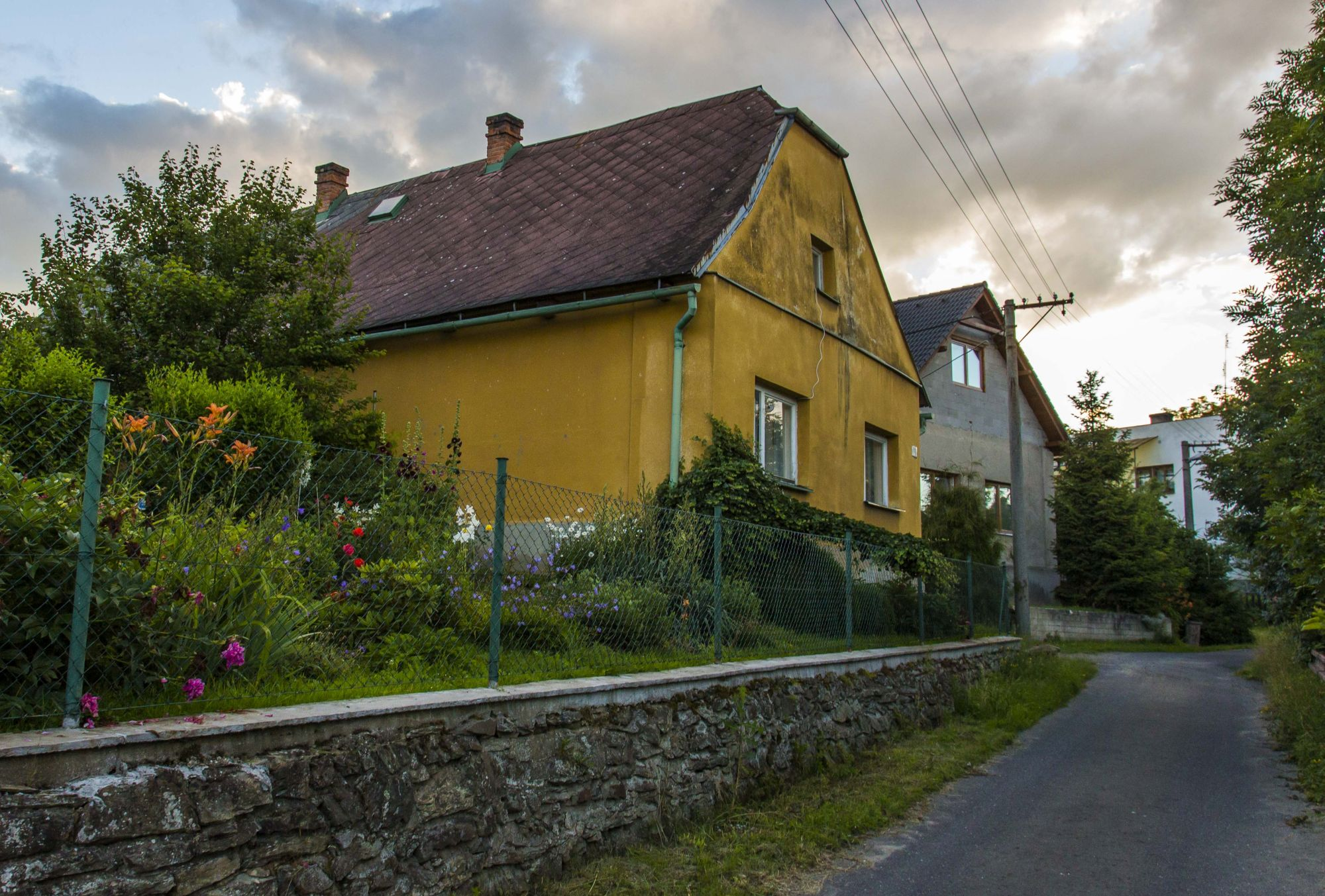
Vedlejší ulice v Košeticích
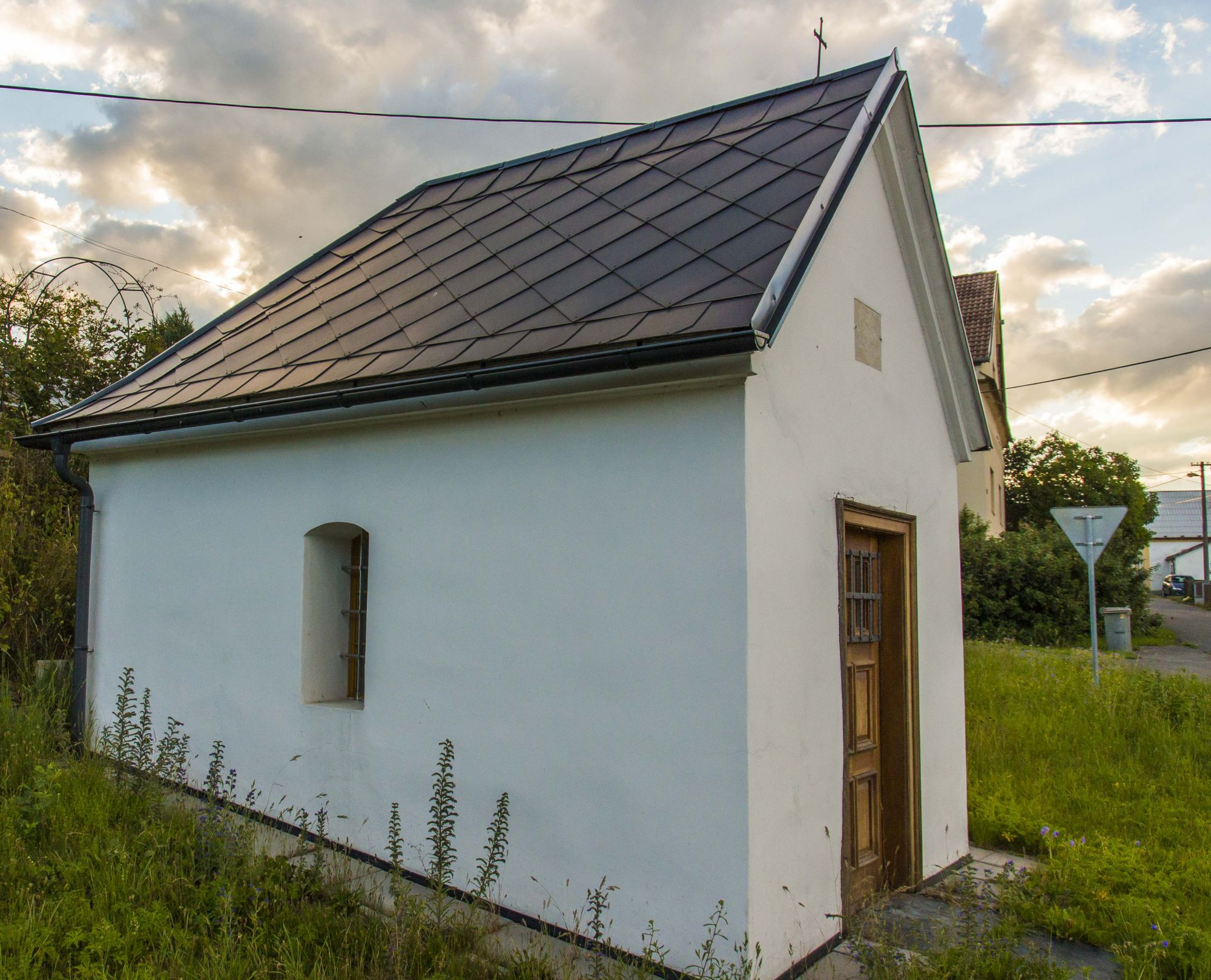
kaplička ve spodní části Košetic
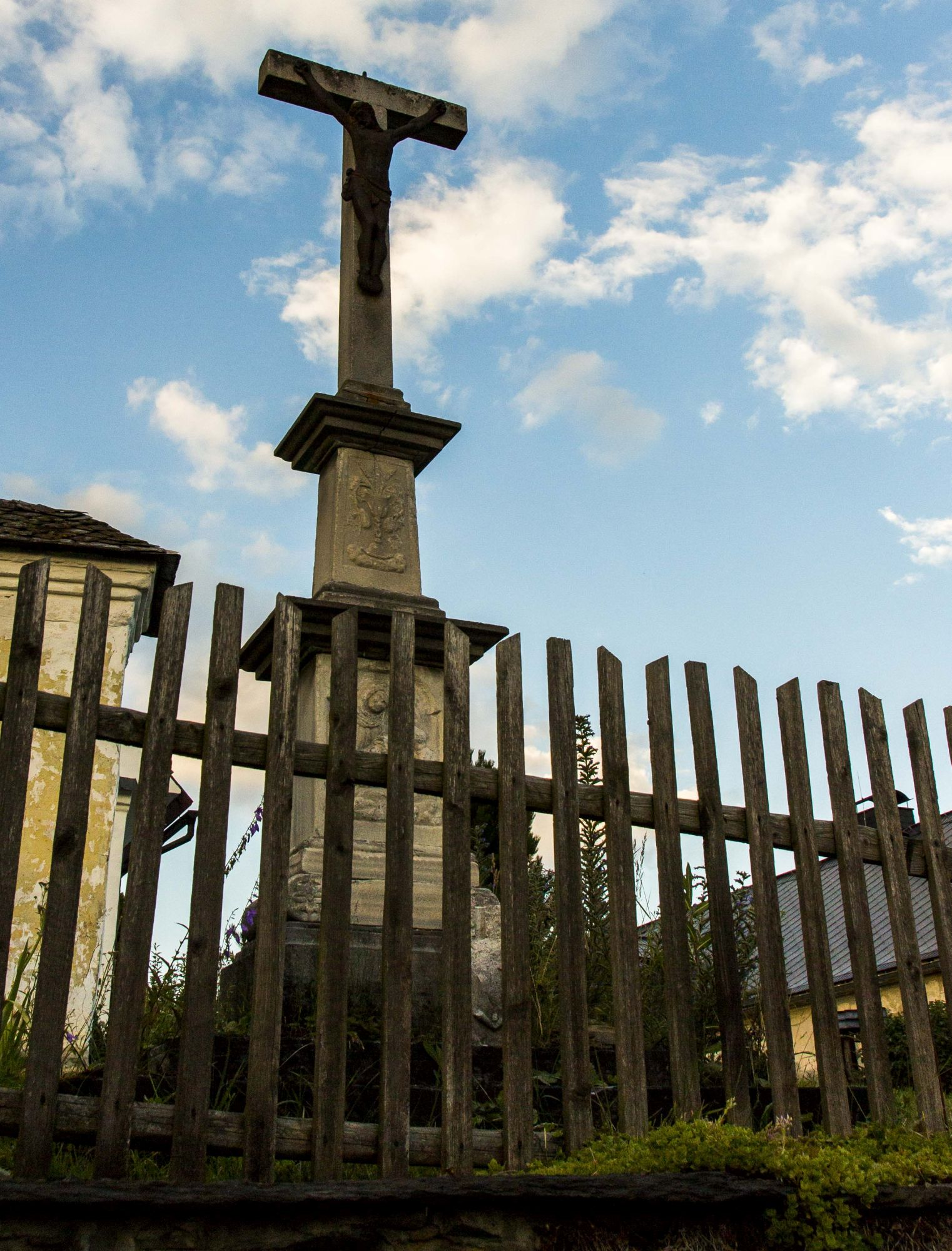
boží muka v Košeticích (dolní část obce)